# Жуков, Фёдор Петрович
Фёдор Петрович Жуков (1912 — 1940) — красноармеец Рабоче-крестьянской Красной Армии, участник советско-финской войны, Герой Советского Союза (1940).

## Биография
Родился в 1912 году в деревне Бахмара (ныне — Вышневолоцкий район Тверской области). Получил неполное среднее образование, после чего работал трактористом в колхозе. В 1935 году был призван на службу в Рабоче-крестьянскую Красную Армию.
Участвовал в советско-финской войне, будучи стрелком 245-го стрелкового полка 123-й стрелковой дивизии 7-й армии Северо-Западного фронта.
11 февраля 1940 года во время боя за высоту 65,5 при прорыве «Линии Маннергейма» в районе Выборга первым достиг её вершины и водрузил на ней красное знамя. В критический момент боя поднял бойцов в штыковую атаку, погибнув при этом.
Указом Президиума Верховного Совета СССР от 21 марта 1940 года за «образцовое выполнение боевых заданий командования на фронте борьбы с финской белогвардейщиной и проявленные при этом отвагу и геройство» красноармеец Фёдор Жуков посмертно был удостоен высокого звания Героя Советского Союза. Также посмертно был награждён орденом Ленина.